# 松本遥奈
松本 遥奈（まつもと はるな、1993年7月26日 - ）は、日本の元プロフェッショナル・スノーボーダー。所属はクルーズ。メインスポンサーはロキシー。2022年10月にNPO法人 北海道スノースポーツ振興協議会を設立。

## 経歴・人物
北海道札幌市出身。札幌市立簾舞小学校、札幌市立簾舞中学校から青森山田高等学校通信課程札幌校卒業。
自身の父と、工藤洸平（バンクーバーオリンピックスノーボード日本代表）の父が古くからの友人であり、工藤家と松本家が深い親交があったことから、洸平の父の手ほどきでスノーボードを始める。小学校4年の時にハーフパイプの試合を観戦に行ったことがきっかけでその魅力に取り憑かれ、「自分もあそこで滑ってみたいです。カッコよく回りたい!」と思うようになる。そしてその時に「日本代表を目指す」と心に決める。
2008年、中学校2年次の時に全日本スノーボード選手権大会（白樺湖ロイヤルヒルスキー場）女子ハーフパイプで初優勝。
2009-2010シーズンよりFISワールドカップシリーズに参戦を始め、FISワールドカップでは2017年2月5日のマンモス・マウンテンスキーエリア大会での2位が現時点での最高成績である。
2011年、キエーザ・イン・ヴァルマレンコ（イタリア）で開催された世界ジュニアスノーボード選手権女子ハーフパイプで優勝する。
2017年のスノーボード世界選手権（スペイン・シェラネバダ）女子ハーフパイプで2位に入り、2007年大会の山岡聡子以来となるメダルを獲得した。
2018年の平昌オリンピックでは女子ハーフパイプに出場し、決勝で6位となり冨田せな（8位）と共に五輪初出場ながら上位入賞を果たした。
2023年1月28日、現役引退を表明。